# Demografska statistika
Demografska statistika zasleduje razvoj prebivalstva na določenem ozemlju, v določenih časovnih obdobjih, v posameznih državah. Lahko spremlja dinamiko sprememb tudi za kontinente in cel Svet. Razvoj prebivalstva spremlja na osnovi sledečih dinamičnih sprememb v :
- rodnosti-nataliteti,
- smrtnosti-mortaliteti,
- rasti prebivalstva zaradi priseljevanja-imigracije,
- zmanjšanju prebivalstva zaradi izseljevanja-emigracije,
- zmanjšanju prebivalstva zaradi vojne,
- različni strukturi med žensko in moško populacijo,
- spremembi starostne strukture prebivalstva.

Demografska statistika je osnova za razvoj in izvajanje vseh politik v katerikoli državi. Ima izreden pomen za uspešno funkcioniranje vseh zdravstvenih in socialnih služb